# Антонис ван Дајк
Антонис ван Дајк (хол. Anthonis van Dyck; Антверпен, 22. март 1599 — Лондон, 9. децембар 1641) био је фламански сликар и графичар из епохе барока. Био је један од најбољих ученика Петера Паула Рубенса и водећи дворски сликар Енглеске. Његова најпознатија дела су дворски портрети, али је осим њих сликао библијске и митолошке теме. Био је изварендан цртач и иноватор у техникама бакрописа и акварела.

## Биографија
Антонис ван Дајк је рођен у Антверпену у породици богатог трговца тканинама. Почео је да се бави сликарством 1615. Његов таленат је привукао пажњу и постао је главни помоћник Петера Паула Рубенса у периоду 1610 — 1614. Године 1620, по први пут је отишао у Енглеску, али није успео да га представе краљу Џејмсу I. Четири месеца касније вратио се у Фландрију. Потом је провео 6 година у Италији где је проучавао дела италијанских мајстора попут Тицијана и Веронезеа чиме је изградио темеље своје будуће успешне каријере портретисте. У Ђенови је декорисао раскошне палате богатих Ђеновљана портретима и религиозним композицијама. На портретима је увек истицао високи друштвени положај својих модела. Његова репутација се прочула до краља Чарлса I који га је позвао на свој двор. Године 1632. Ван Дајк се вратио у Лондон. Успех који је доживео био је муњевит. Сликао је портрете краља Чарлса, његове кћери Хенријете, многих дворјана, своје аутопортрете и портрете своје љубавнице Маргарете Лемон. Пред крај живота је само сликао завршне потезе на сликама које су радили његови ученици. Проглашен је за витеза 5. јула 1632. Следеће године је добио титулу „првог сликара његовог величанства“. За енглески двор је створио дела која су славила краљеву апсолутну моћ. После смрти сахрањен је у катедрали Светог Павла у Лондону.
Ван Дајк је оставио јак и дуготрајан утицај на енглеске портретисте и сматра се оснивачем енглеске школе сликарства.

### Образовање
Антун ван Дајк (његово фламанско име) рођен је у просперитетној породици у Антверпену, и био је седмо од 12 деце. Његов отац је био Франс ван Дајк, трговац свилом, а мајка Марија Куперс, ћерка Дирка Куперса и Катарине Конинкс. Крштен је 23. марта 1599. (као Антоније).
Његов таленат је био евидентан веома рано, и учио је сликарство код Хендрика ван Балена до 1609. године, а постао је самосталан сликар око 1615. године, отварајући радионицу са својим млађим пријатељем Јаном Бројгелом млађим. Са петнаест година већ је био веома успешан уметник, као што показује његов Аутопортрет, 1613–14. До фебруара 1618. године примљен је у антверпенски сликарски Цех Светог Луке као слободни мајстор.
У року од неколико година требало је да буде главни помоћник доминантног мајстора Антверпена и целе северне Европе, Петера Паула Рубенса, који је много користио подизвођачке уметнике као и своју велику радионицу. Његов утицај на младог уметника био је огроман. Рубенс је деветнаестогодишњег ван Дајка назвао „најбољим од мојих ученика“.
Порекло и тачна природа њиховог односа нису јасни. Нагађало се да је ван Дајк био Рубенсов ученик од око 1613. године, јер чак и његова рана дела показују мало трагова ван Баленовог стила, али нема јасних доказа за то.
Истовремено, доминација Рубенса у релативно малом граду Антверпену који је био у опадању вероватно објашњава зашто је ван Дајк, упркос повременим враћањима у град, већи део своје каријере провео у иностранству. Године 1620, у Рубенсовом уговору за главну наруџбу за плафон Каролус Боромеускерк, језуитску цркву у Антверпену (изгубљена у пожару 1718), ван Дајк је наведен као један од „ученика“ који је требало да ради на Рубенсовим дизајнима слика. За разлику од ван Дајка, Рубенс је радио за већину европских дворова, али је избегавао искључиву везу са било којим од њих.

### Италија
Године 1620, на подстицај Џорџа Вилијера, маркиза од Бакингема, ван Дајк је по први пут отишао у Енглеску где је радио за енглеског краља Џејмса I, примајући 100 фунти. У Лондону, у колекцији грофа од Арундела, први пут је видео Тицијаново дело, чија ће се употреба боје и суптилно моделовање форме показати трансформационим, нудећи нови стилски језик који ће обогатити лекције композиције научене од Рубенса.
Вратио се у Фландрију после отприлике четири месеца, а затим је отишао у Италију крајем 1621, где је остао шест година. Тамо је изучавао италијанске мајсторе док је започињао успешну каријеру портретисте. Он се већ представљао као значајна фигура, досађујући прилично боемској колонији северних уметника у Риму, каже Ђован Пјетро Белори, појављујући се са „помпом Зеуксида... његово понашање је било као племића, а не обичног човека, и блистао је у богатој одећи. Пошто се у кругу Рубенса навикао на племиће, и био је природно узвишеног ума и желео да се истакне, он је носио — као и свилу — шешир са перјем и брошевима, златним ланцима преко прса, и пратиле су га слуге.“
Углавном је био стациониран у Ђенови, мада је много путовао и у друге градове, а неко време је боравио у Палерму на Сицилији, где је био у карантину током куге 1624, једне од најгорих у историји Сицилије. Тамо је произвео значајну серију слика градске светице куге Свете Розалије. Његови прикази младе жене распуштене плаве косе која носи фрањевачку капуљачу и која сеже према граду Палерму у свом страдању, постала је стандардна иконографија свеца од тог времена па надаље и била је изузетно утицајна за италијанске барокне сликаре, од Луке Ђордана до Пјетра Новелија. Верзије укључују оне у Мадриду, Хјустону, Лондону, Њујорку и Палерму, као и Света Розалија која се залаже за град Палермо у Порторику и Крунисање Свете Розалије у Бечу. Ван Дајкову серију слика Свете Розалије проучавали су Говин Александер Бејли и Гзавије Ф. Саломон, од којих су обојица били кустоси или кокустоси изложби посвећених теми италијанске уметности и куге. Године 2020, Њујорк тајмс је објавио чланак о слици Свете Розалије од Ван Дајка у Метрополитен музеју у контексту вируса Ковид-19.

## Дело
У тадашњој хијерархији сликарских жанрова, портрет је сматран мање вредним у односу на историјско сликарство у које су спадали и верски мотиви. Иако је ван Дајк током целог свог сликарског века покушавао да се успостави управо као сликар великих историјских слика, остао је познат управо по својим портретима које је он лично сматрао успутним послом.
У Лондону је Ван Дајк развио сликарски стил у којем је комбиновао опуштену елеганцију с јасним ауторитетом који зрачи из портретиране особе. Овакав стил портретирања ће доминирати енглеским сликарством до краја 18. века. Многи од ових портрета имају раскошно осликани пејзаж у позадини, по узору на коњаничке портрете Тицијана. Релативно мали број његових пејзажних цртежа и акварела је утицао на развој славне енглеске школе пејзажног сликарства која је изникла у 19. веку.
Ван Дајк је такође значајан као графичар, а његова славна серија портрета славних савременика у техници бакрописа (тзв. „иконографија“) постигла је велики успех и објављивана је више пута. Управо према његовим графикама су многи сликари насликали бројне портрете историјских особа.
Данас се многа његова дела налазе у најславнијим светским музејима, а понајвише дела поседују музеј Прадо у Мадриду (25), Лувр у Паризу (18), Национална галерија у Лондону (14), али и Стара пинакотека у Минхену, Национална галерија у Вашингтону, итд.

## Атеље
Због великог успеха Ван Дајк је развио масовну производњу портрета у свом великом атељеу у Лондону. По сведочанству посетилаца, мајстор је обично само нацртао цртеж на папиру који би један од асистената пренео на платно. Ван Дајк би онда насликао главу модела. Сликање одеће је препуштано специјалистима. У позном периоду је заједнички рад на сликама довео до опадања квалитета. Многе копије слика су израђиване у Ван Дајковом атељеу, а да их уметник није ни дотакао. Већина кописта и помоћника није могла да достигне префињеност његовог стила, тако да је његова дела лако идентификовати. Већина помоћника били су Холанђани или Фламанци, јер у то време у Енглеској није постојала школа сликарства. Адријан Ханема (1604—71) се 1638. вратио у Хаг где је постао водећи портретиста. Ван Дајков огроман утицај на енглеско сликарство није се пренео преко његових ученика, јер о томе не сведочи ниједан документован пример.

## Појмови који су добили име по уметнику
- Мушкарци на Ван Дајковим портретима обично имају кратку шпицасту браду која је тада била у моди. Касније је овај тип браде добио име Ван Дајк.
- Један од браон пигмената носи име Ван Дајк браон.

## Галерија
- Портрет Елене Грималди из 1623.
- Самсон и Далила, дело из 1630.
- Аутопортрет са сунцокретом, настао после 1633.
- Портрет Чарлса I из 1635.